# Flughafen Nakhon Si Thammarat

i7
i11
i13

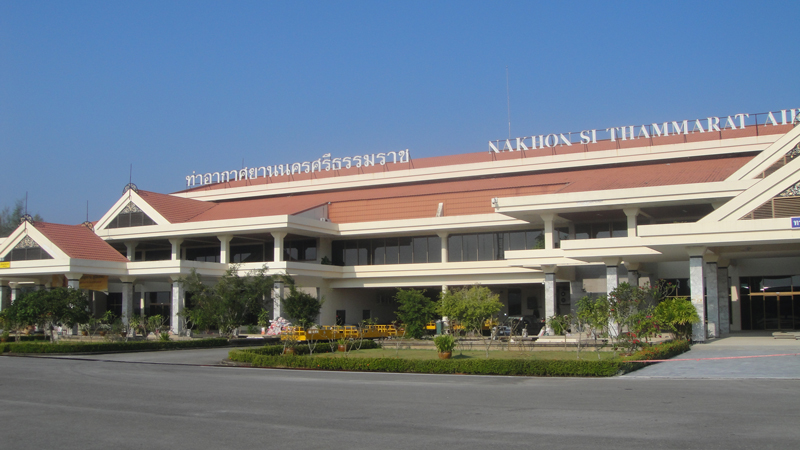
Terminal des Nakhon-Si-Thammarat-Flughafens (2011)

Der Flughafen Nakhon Si Thammarat (thailändisch ท่าอากาศยานนครศรีธรรมราช; IATA-Code: NST, ICAO-Code: VTSF) ist ein nationaler thailändischer Flughafen.

## Lage und Allgemeines
Der Flughafen befindet sich etwa zehn Kilometer nördlich der Stadt Nakhon Si Thammarat. Es werden derzeit ausschließlich Inlandsflüge durchgeführt. Im Jahr 2015 wurden 1,24 Millionen Passagiere abgefertigt.
Am Flughafen befindet sich auch eine Helikopter-Basis des Energiekonzerns Chevron, der von hier aus zahlreiche tägliche Flüge zu den Öl- und Gasplattformen im Golf von Thailand durchführt.

## Verbindungen
Im Frühjahr 2019 bieten drei thailändische Fluggesellschaften Verbindungen mit Bangkok-Don Mueang an: Nok Air, Thai Air Asia und Thai Lion Air.